# Louzac-Saint-André
Louzac-Saint-André är en kommun i departementet Charente i regionen Nouvelle-Aquitaine i västra Frankrike. Kommunen ligger  i kantonen Cognac-Sud som ligger i arrondissementet Cognac. År 2022 hade Louzac-Saint-André 964 invånare.

## Befolkningsutveckling
Antalet invånare i kommunen Louzac-Saint-André
Referens:INSEE